# أدب أيرلندا

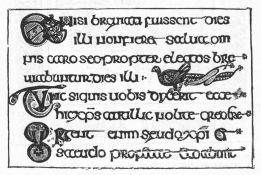
كتابة أيرلندية من القرن الثامن.

الأدب الأيرلندي هو أدب جمهورية أيرلندا. يتكون هذا الأدب من الحكايات الشعبية والقصائد الغنائية والشعر القصصي والمسرحيات والروايات والقصص القصيرة. ومن الملاحظ في الأدب الأيرلندي بصورة خاصة استخدامه البارع للغة. يستخدم كثير من المؤلفين المحدثين اللغة العامية الدارجة ولغة الحياة اليومية للناس، ولكن كثيرا من أعمالهم تمزج الواقعية بالخيال (الفانتازيا). ويؤدي الوصف المليء بالحيوية إلى ثراء اللغة سواء كان ذلك بالتهكم أو التورية أو السخرية.
قُدمت اللغة الإنجليزية إلى إيرلندا في القرن الثالث عشر بعد الغزو النورماندي لإيرلندا. بقيت اللغة الإيرلندية، مع ذلك، اللغة المسيطرة في الأدب الإيرلندي حتى القرن التاسع عشر، بصرف النظر عن التراجع البطيء الذي بدأ في القرن السابع عشر بعد توسع قوة اللغة الإنجليزية. شهد الجزء الأخير من القرن التاسع عشر استبدالًا سريعًا للإيرلندية بالإنجليزية في أجزاء كبيرة من البلاد. ومع ذلك، شهدت نهاية القرن طاقةً جديدة محددة بحركة الإحياء الغيلية (التي شجعت على الأدب المعاصر المكتوب بالإيرلندية) وبشكل أعم من خلال حركة إعادة الإحياء الأدبي في إيرلندا.
وجد التقليد الأدبي الأنجلو-إيرلندي أعظم ممثلين له في ريتشارد هيد وجوناثان سويفت وتبعهم لورنس ستيرن وأوليفر جولدسميث وريتشارد برينسلي شيردان.
في نهاية القرن التاسع عشر وخلال القرن العشرين، شهد الأدب الإيرلندي تتابعًا غير مسبوقًا لأعمال ناجحة عالميًا، لا سيما أعمال أوسكار وايلد وبرام ستوكر وجيمس جويس ودبليو. بي. ييتس وسامويل بيكيت وسي. إس. لويس وجورج برنارد شو، إذ غادر معظمهم إيرلندا وعاش في دول أوروبية أخرى مثل إنجلترا وفرنسا وسويسرا. في غضون ذلك، شكل المتحدرون من المستوطنين الإسكتلنديين في أولستر تقليد الكتابة الأولستر-الإسكتلندي، إذ امتلكوا تقليدًا قويًا خاصًا من القصائد المنظومة.
رغم أن اللغة الإنجليزية كانت المسيطرة على الأدب الإيرلندي في القرن العشرين، ظهرت معظم الأعمال ذات القيمة العالية بالإيرلندية. كان بادريك أو كونير كاتبًا رائدًا مُحدثًا في الإيرلندية وأعطيت الحياة التقليدية تعبيرًا مفعمًا بالحيوية في سلسلة من السير الذاتية من قبل المتحدثين الأصليين بالإيرلندية من الساحل الغربي متمثلةً في أعمال توماس أو كريومثيان وبيغ سايرز. كان مارتن أو كادين كاتب النثر البارز بالإيرلندية، ومن بين الشعراء البارزين مارتن أو ديريان وشون أو ريورديان ومير ماك آن تساوي. من بين الكتاب ثنائيو اللغة برنارد بيهان (الذي كتب القصيدة ومسرحية بالإيرلندية) وفلان أوبراين. تعتبر روايتي أوبراين «عصفوران يسبحان» و«رجل الشرطة الثالث» من الأمثلة المبكرة لأدب ما بعد الحداثة، ولكنه كتب رواية ساخرة بالإيرلندية تُرجم عنوانها ليصبح «الفم الفقير». نشر ليام أوفلايتري، الذي كسب الشهرة لكتابته بالإنجليزية، مجموعة قصصية بالإيرلندية بعنوان دويل.
أعطي الاهتمام الأكبر للكتاب الإيرلندين الذين كانوا يكتبون بالإنجليزية والذين كانوا في الخط الأمامي لحركة التجديد، وبشكل ملحوظ جيمس جويس الذي تُعتبر روايته «يوليسيس» إحدى أكثر الروايات المؤثرة في القرن العشرين. كتب الكاتب المسرحي صامويل بيكيت، بالإضافة إلى كمية كبيرة من الكتابات النثرية، عدة مسرحيات مهمة من بينها «في انتظار غودو». تميز عدد من الكتاب الإيرلنديين في كتابة القصة القصيرة بشكل خاص فرانك أوكونر وويليام تريفور. في نهاية القرن العشرين، تصدر الشعراء الإيرلنديون المشهد لا سيما أولئك المتحدرين من إيرلندا الشمالية مثل ديريك ماهون وجون مونتاغيو وسيموس هيني وبول مولدون. من بين الكتاب الإيرلنديين المشهورين في القرن العشرين؛ الشاعر باتريك كافاناه وكتّاب المسرح توم مورفي وبريان فريل والروائيان إدنا أوبراين وجون مكغاهرين.
من بين الكتاب الإيرلنديين المعرفين في القرن الواحد والعشرين كولوم مكّان وآني إنرايت ورودي دويل وسباستيان باري وكولم تويبين وجون بانفيل. ربح كل منهم جائزة مهمة. ومن الكتاب الشباب بول موراي وكيفين باري إيما دونوفيو ودونال ريان والكاتب المسرحي مارت مكدوناه. استمرت الكتابة بالإيرلندية بالازدهار أيضًا.

## أعظم المساهمات الإيرلندية في الأدب
- رحلات غوليفر 1726 جوناثان سويفت.
- صورة دوريان غراي 1890 أوسكار وايلد.
- دراكولا 1897 برام ستوكر.
- بجماليون 1912 جورج برنارد شو.
- يوليسيس 1922 جيمس جويس.
- سجلات نارينا 1950-1956 سي. أس لويس
- في انتظار غودو 1953 صامويل بيكيت.

## العصور الوسطى: 500-1500
تملك إيرلندا إحدى أقدم الآداب المكتوبة بالعامية في غرب أوروبا (بعد الإغريقية واللاتينية).
أصبحت اللغة الإيرلندية أدبية بصورة كاملة بقدوم المسيحية في القرن الخامس عشر. قبل ذلك الوقت، استُخدم نظام كتابة بسيط عُرف باسم «أوغام» لكتابة النقوش. أدى تقديم اللاتينية إلى اعتماد الأبجدية اللاتينية في اللغة الإيرلندية وصعود طبقة أدبية صغيرة من الكتبة والعامة.
تألف الأدب الإيرلندي المبكر من الشعر الغنائي الأصلي وإصدارات من الحكايات النثرية القديمة. يصور الشعر المبكر، المنظوم في القرن السادس، إيمانًا دينيًا مشرقًا ويصف عالم الطبيعة وكُتب أحيانًا في هوامش المخطوطات المذهبة. أثر جزء من المقطع الشعري «طائر خليج بلفاست الأسود» الذي يعود للقرن التاسع على التفسيرات والترجمات في الوقت الحديث التي قام بها جون مونتاغيو وجون هيويت وسيمس هيني وسياران كارسون وتوماس كينسيلا بالإضافة إلى إصدار بالإيرلندية الحديثة من قبل توماي أو فلوين.
احتوى «كتاب آرماغ» وهو مخطوطة مذهبة تعود للقرن التاسع مكتوبة بالأساس باللاتينية، على نصوص مبكرة متعلقة بالقديس باتريك وأقدم النماذج الناجية من الإيرلندية القديمة. يُعد هذا الكتاب أحد المخطوطات المبكرة التي أنتجتها كنيسة جزيرية ويحتوي على نسخة شبه كاملة من العهد الجديد. كان الكتاب عملًا لناسخ يُدعى فيردومناش الآرماغي (توفي عام 845 أو 846). كتب فيرودمناش الجزء الأول من الكتاب عام 807 أو 808 لوريث باتريك تورباش (كوماربا). كان الكتاب أحد الرموز لمكتب أسقف آرماغ.
تغطي حوليات أولستر الأعوام من 431 حتى 1540 وجُمعت في منطقة تُعرف الآن بإيرلندا الشمالية؛ جُمعت المدخلات ختى عام 1489 في نهاية القرن الخامس عشر من قبل الناسخ روادي أو لونين تحت إشراف كفيله كاثال أوغ ماك ماغنوسا في جزيرة بيل في خليح إيرن. تُعد دورة أولستر المكتوبة في القرن الثاني عشر جسمًا من أساطير الأبطال الإيرلندية في العصور الوسطى والملاحم للأبطال التقليديين في أولياد في ما يُعرف الآن أولستر الشرقية ولينستر الشمالية، بشكل خاص مقاطعات آرماغ وداون ولوث. كُتبت القصص بالإيرلندية القديمة والوسطى وفي الأغلب نثرًا يتخللها مقاطع شعرية. تعود اللغة المستخدمة في القصص إلى القرن الثامن بينما تعود الشخصيات المذكورة في القصائد إلى القرن السابع.
بعد العصر الإيرلندي القديم، هناك مجموعة واسعة من الشعر من العصور الوسطى وعصر النهضة. أنشأ الإيرلنديون، تبعًا للدرجة، تقليدًا كلاسيكيًا بلغتهم الخاصة. بقي المقطع الشعري الأداة الرئيسية للتعبير الأدبي، وبحلول القرن الثاني عشر كانت تساؤلات الشكل والأسلوب قد حُسمت بصورة أساسية، دون تغيير يذكر حتى القرن السابع عشر.
ابتكر الكتاب الإيرلنديون من القرون الوسطى أدبًا واسعًا باللغة اللاتينية: كان هذا الأدب اللاتيني-الإيرلندي مشهورًا بمفرداته المستقاة، بما في ذلك استخدام الكلمات المستعارة من اليونانية والعبرية بشكل أكبر مما كان شائعًا في اللغة اللاتينية القرون الوسطى في أماكن أخرى من أوروبا.
كانت اللغة الإيرلندية الأدبية (المعروفة بالإنجليزية بالكلاسيكية الإيرلندية) وسيلةً متطورة مع أشكال شعرية معقدة، وكانت تُدرس في مدارس البارديك (أي أكاديميات التعليم العالي) في كل من إيرلندا وإسكتلندا. أنتجت تلك المدارس مؤرخين ومحامين وفئة أدبية محترفة تعتمد على الطبقة الأرستقراطية من أجل المحسوبية. كانت أغلبية الكتابة التي أنتجت في هذه الفترة ذات طابع تقليدي، في مدح الرعاة وعائلاتهم، لكن أفضل ما في الأمر كان بجودة عالية للغاية وشمل شعرًا ذا طابع شخصي. كان غوفريده فيون وداليغ (القرن الرابع عشر) وتادغ آغ هيغين (القرن الخامس عشر) وأوتشيده أوغوسا (القرن السادس عشر) من بين أكثر الشعراء تميزًا. تمتلك كل أسرة نبيلة مجموعة من المخطوطات التي تحتوي على مواد الأنساب وغيرها من المواد، وقد استخدم عمل أفضل الشعراء لأغراض التدريس في المدارس الباردية. في هذا المجتمع الهرمي، كان الشعراء المدربين تدريباً كاملاً ينتمون إلى الطبقة العليا؛ وكانوا مسؤولين في المحاكم ولكن كان يُعتقد أنهم ما زالوا يمتلكون قوى سحرية قديمة.
استبعدت النساء إلى حد كبير من النتاج الأدبي الرسمي، رغم أن الإناث الأرستقراطيات يمكن أن يصبحن كفيلات بحد ذاتهن. على سبيل المثال النبيلة من القرن الخامس عشر مارغريغ ني كيربيهيل، التي أشاد بها المستفاد من رعايتها. في هذا المستوى، كان هناك عدد معين من النساء يعرفن القراءة والكتابة، وكان بعضهن يساهمن في مجموعة غير رسمية من شعر الحب المجنون المعروف باسم دانتا غرادها.
واصل النثر التطور في فترة القرون الوسطى في شكل حكايات. قدم الغزو النورماندي للقرن الثاني عشر مجموعةً جديدة من القصص التي أثرت على التقاليد الإيرلندية، وفي الوقت المناسب ظهرت ترجمات إلى الإنجليزية.
نظم الشعراء الإيرلنديون أيضًا بتكوين تقاليد الأماكن، وهي فئة من النصوص التلقائية تروي أصول أسماء الأماكن والتقاليد المتعلقة بالأحداث والشخصيات المرتبطة بالأماكن المعنية. نظرًا لأن العديد من الأساطير تتعلق بأفعال الشخصيات الخرافية والأسطورية، فإن تقاليد الأماكن هي مصدر مهم لدراسة الأساطير الإيرلندية.